# The loner (Nils sings Neil)
The Loner (Nils sings Neil) is een muziekalbum van Nils Lofgren. Het album is samengesteld met covers van Neil Young, een artiest waarmee Lofgren aan het begin van de jaren zeventig speelde, voor het eerst op After the gold rush (1970).
Het werd geproduceerd door David Briggs die geen onbekende is van Lofgren noch van Young. Voor Young was Briggs jarenlang de vaste producer. Toen Lofgren aan het begin van de jaren zeventig voor Young ging spelen, kwam uit dat contact de samenwerking tussen Lofgren en Briggs voort. In die tijd produceerde Briggs ook nog een van de albums van Lofgrens band Grin.
| Nr. | lied                           | duur |
| --- | ------------------------------ | ---- |
| 1   | Birds                          | 3:49 |
| 2   | Long may you run               | 3:20 |
| 3   | Flying on the ground is wrong  | 3:18 |
| 4   | I am a child                   | 3:12 |
| 5   | Only love can break your heart | 3:39 |
| 6   | Harvest moon                   | 5:33 |
| 7   | Like a hurricane               | 3:58 |
| 8   | The loner                      | 4:20 |
| 9   | Don't be denied                | 6:06 |
| 10  | World on a string              | 3:16 |
| 11  | Mr. Soul                       | 4:21 |
| 12  | Winterlong                     | 3:18 |
| 13  | On the way home                | 3:48 |
| 14  | Wonderin'                      | 2:12 |
| 15  | Don't cry no tears             | 2:39 |